# Bolanusoides yinxiong
Bolanusoides yinxiong är en insektsart som beskrevs av Irena Dworakowska 1993. Bolanusoides yinxiong ingår i släktet Bolanusoides och familjen dvärgstritar. Inga underarter finns listade i Catalogue of Life.